# Церква святого великомученика Димитрія Солунського (Козярі)
Церква святого великомученика Димитрія Солунського в Козярах — парафія і храм Підволочиського деканату Тернопільсько-Бучацької єпархії Православної церкви України в селі Козярі Тернопільського району Тернопільської области.
Оголошена пам'яткою архітектури місцевого значення.

## Історія церкви
У 1785 році до села з Івано-Франківщини була перевезена дерев'яна церква, збудована без жодного цвяха.
Храм періодично закривали, а богослужіння дозволяли проводити лише на Різдво та Великдень.
Усередині церкви зберігаються цінний іконостас і старовинні ікони.
У 90-х роках XX століття у храмі проводили внутрішній ремонт, а у 2000 році — зовнішній. За часів незалежності була насипана могила Січовим Стрільцям.
При в'їзді в село стоїть фігура Божої Матері, встановлена у 1991–1992 роках за сприяння Богдана Булеми. У 2000 році її освятив священник Богдан Гузій. Жителі села є постійними жертводавцями, підтримуючи свій храм.

## Парохи
- о. Степан Кебало,
- о. Богдан Гузій (з 1988).